# Gallwitz (Adelsgeschlecht)
Gallwitz (auch Gallowitz bzw. Gallwitz-Dreyling) war ein schlesisches Adelsgeschlecht. Die Familie ist zu unterscheiden von den Zornberg von Gallwitz. 

## Geschichte

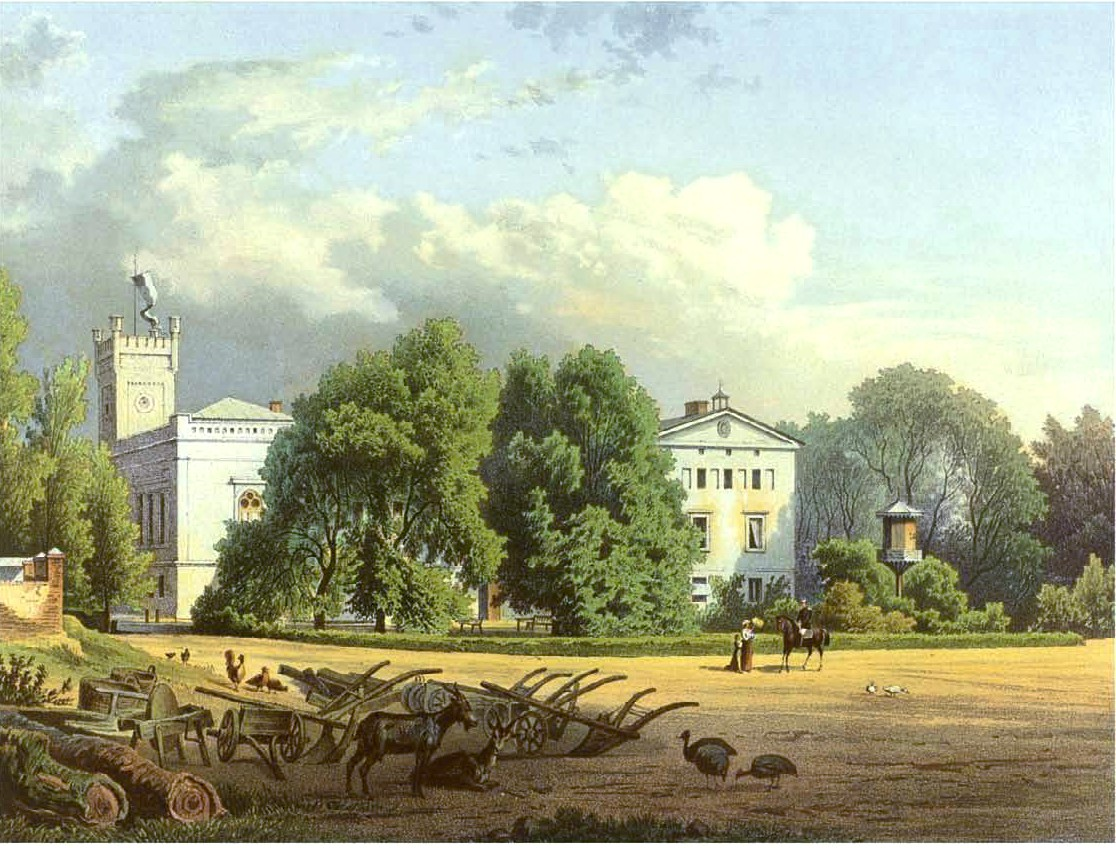
Schloss Gallowitz

Der Historiker Johannes Sinapius berichtet von einem Guskow von Gallwitz, der um 1335 unter der Amtszeit Herzog Konrad I. von Oels lebte. Ob die Person mit dem späteren in den böhmischen Adelsstand erhobenen Geschlecht verwandt war, ist nicht bekannt. Als Stammsitze kommen Gallowitz bei Breslau oder das weiter östlich gelegene Galbitz bei Namslau in Betracht. Letzter Ort wurde jedoch auch als Stammsitz der "Zornberg von Gallwitz", die als Stammwappen "in Blau eine silberne Rose" führten, angesehen. Am 17. August 1529 erhielt die Familie den böhmischen Adelsstand. Im 19. Jahrhundert dienten Angehörige in der königlich-preußischen Armee. So war ein von Gallwitz Rittmeister im 2. Ulanen-Regiment der Garnison in Gleiwitz. 1830 besaßen die Gallwitz Guretzki, ein Vorwerk von Rossberg bei Beuthen. 1857 erscheint August von Gallwitz als Rittergutsbesitzer von Ober-Dziersno bei Gleiwitz. Eine Linie führte im 19. und 20. Jahrhundert den Namen Gallwitz genannt Dreyling. Den Beinamen hatte sie wohl von dem kurländischen Adelsgeschlecht Dreyling erhalten.

## Wappen
"Wappen geteilt, oben in Blau zwei silberne Lilien nebeneinander, unten in Silber ein goldenes Posthorn. Auf dem Helm eine silberne Taube."

## Namensträger
- Friedrich von Gallwitz-Dreyling (1827–1906), preußischer Generalleutnant
- Kurt von Gallwitz-Dreyling (1856–1942), preußischer Generalleutnant
- Valeska von Gallwitz-Dreyling (1833–1888), deutsche Schriftstellerin

## Sonstiges
Der preußische General Max von Gallwitz entstammte einer bürgerlichen Familie. Zu seinem 25-jährigen Dienstjubiläum erhob ihn Kaiser Wilhelm II. 1913 in den erblichen preußischen Adelsstand. 